# Catiuscia Marini
Pour les articles homonymes, voir Marini.
Catiuscia Marini (née le 25 septembre 1967 à Todi) est une femme politique italienne, membre du Parti démocrate. Elle est présidente de la région d'Ombrie de 2010 à 2019.

## Biographie
Maire de Todi de 1997 à 2007, puis députée au Parlement européen entre 2008 et 2009, Catiuscia Marini préside la région d'Ombrie depuis le 16 avril 2010. Elle est réélue en juin 2015.
Elle démissionne le 15 avril 2019, dans le cadre d’un scandale politique.